# Ruta 801 Transbarca
La Ruta 801 del Sistema de transporte masivo de Barquisimeto Transbarca es una ruta alimentadora que en conjunto con otras 5 rutas abastecen el sistema. Comienza en la estación Barquisimeto al oeste de la ciudad pasando por la calle 48, las avenidas, Pedro León Torres, 20, Vargas, Uruguay, Ribereña, Libertador de Cabudare, La Mata, Calle 9 hasta llegar a la Urbanización Chucho Briceño en Cabudare y en retorno pasa por las avenidas Ribereña, Uruguay, Vargas, Carrera 21, Calle 19, Av. 20, Pedro León Torres y la calle 51 hasta llegar a la estación Barquisimeto.
En su recorrido tiene un total de 31.2 kilómetros en el recorrido en ciclo ida y vuelta. A lo largo de esta línea se dispone de 9 paradas exclusivas y 29 paradas en rutas compartidas lo que da un total de 35 paradas.

## Paradas
Las paradas de la ruta alimentadora 801 están ubicadas en canales exclusivos, solo en la avenida 20, el resto de las paradas están simbolizadas por una señal que indica el lugar de la parada. Los buses únicamente se detienen en dichas paradas.
- Datos: Q16626979